# Éjszaki Károly
Éjszaki Károly (Bakonyréde, 1818. október 2. – Kolozsvár, 1907. január 26.) író, mérnök, a magyar államvasutak főfelügyelője, a Petőfi Társaság tagja.

## Pályája
A tatai gimnáziumban, majd bölcseletet a pozsonyi akadémián és a pesti egyetemen tanult; jogi tanulmányait a győri akadémián, a mérnökieket a pesti egyetemen végezte. 1848-ig mint mérnök működött; a szabadságharc idején Csány László mellett tevékenykedett. A Bach-korszak első éveiben a mérnöki munkák szünetelvén, irodalommal foglalkozott. Később ismét mérnöki munkákkal foglalkozott és Fejér vármegyében, ahol közel 30 évig lakott, 1860–1861-ben főjegyző, 1865–1867-ben főszolgabíró volt. 1867-ben a közmunka- és közlekedési minisztériumban főmérnök lett, ettől kezdve a fővárosban lakott; később kinevezték Kolozsvárra államvasúti főfelügyelőnek.
Az 1877-ben alakult Petőfi Társaság egyik alapító tagja és alelnöke volt.

## Irodalmi tevékenysége
Az irodalomban 1848-ban Szerelem és tobzódás (toborzás?) című vígjátékával lépett fel, melyet a Nemzeti Színház elfogadott, de a megváltozott viszonyok miatt nem adott elő. Későbbi vígjátékai: Szomszédság delejzete; A szerelemféltés iskolája; A jezsuita páter, vagy egy éj a Bastille-ban; Paris almája; Cydoni alma, Gyámság aggság, Egy lengyel követ Budán (utóbbit bemutatták a Budai Színkörben 1874. szeptember 25-én) és bohózata a Pörös kerítés (Pakson adták elő Pörös atyafiak címmel 1859-ben). Későbbi történeti színműve a Markó Capilet, a szerb hős (bemutatták a Budai Színkörben 1888. augusztus 8-án).
Színdarabjai közül inkább csak a A cydoni alma keltett figyelmet. A háromfelvonásos „színi beszély” 1855-ben jelent meg. Meséje az ókori Görögországban játszódik, vígjátéki részleteibe regeszerű elemek vegyülnek. Egyesek ezt a regényes színművet tekintették a magyar újromantikus vígjáték előfutárának, bár ez csak elszigetelt kísérlet volt. Csak akkor figyeltek fel rá, amikor Rákosi Jenő Aesopusa már megteremtette a mesedrámák kedvező fogadtatásának feltételeit. Így került színre a Nemzeti Színházban 1868. április 19-én és azután is műsoron maradt.
- A cydoni alma. Színi beszély 3 felv. Kiadja Szilágyi Virgil. Pest, 1855 (előbb a Fáncsy-Albumban jelent meg és a Petőfi-Évkönyv után a Magyar Könyvesház 56-58. sz. közölte, Budapest, 1879)
- Toll és körző. Összegyűjtött művek; vál., sajtó alá rend., bev. Gaal György; Művelődés Egyesület, Kolozsvár, 2014 (Sztánai füzetek)